# Nagari Languang
Nagari Languang is een bestuurslaag in het regentschap Pasaman van de provincie West-Sumatra, Indonesië. Nagari Languang telt 3799 inwoners (volkstelling 2010).